# Ligne 7 du tram de Košice
Pour les articles homonymes, voir Ligne 7.
La ligne 7 du réseau de tram de Košice circule sur le trajet: Štadión TU - Hlavná pošta - Nám. osloboditeľov (sud de Hlavná) - Ryba - Nad jazerom, Važecká (Jusqu'au 2 août 2008:OC Važec).

## Horaire
- Horaire Ligne 7

## Tableau des correspondances
| Temps |   | Zone tarifaire | Stations                                                 | Quartier desservi    | Correspondances tram | Autres correspondances                                                                                      |
| ----- | - | -------------- | -------------------------------------------------------- | -------------------- | -------------------- | --- |
| 0     | o | T1             | Štadión TU                                               | Sever (Košice)       | 7 R4                 | - 12,18 50,55 N1                                                                                            |
| 1     | o | T1             | Technická univerzita                                     | Staré Mesto (Košice) | 7 R4                 | - 12,19,22 - N1                                                                                             |
| 3     | o | T1             | Zimná                                                    | Staré Mesto (Košice) | 7 R4                 | - 19,22 - -                                                                                                 |
| 5     | o | T1             | Radnica Starého mesta Hôtel de ville de la Vieille Ville | Staré Mesto (Košice) | 2 4 6 7 9 R3         | Bus 17,19,22,34                                                                                             |
| 7     | o | T1             | Hlavná pošta Poste principale                            | Staré Mesto (Košice) | 2 4 7                | Bus 12,17,34 Service de Nuit N1                                                                             |
| 8     | o | T1             | Krajský súd Palais de justice régional                   | Staré Mesto (Košice) | 2 4 5 6 7 R1 R5      | Trolleybus 71,72 Bus 10,11,20,20L,21,23,25,31 Bus Expres 50,52,52L,56 Service de Nuit N1,N2,N3,N71          |
| 10    | o | T1             | Dom umenia Maison des arts                               | Staré Mesto (Košice) | 2 4 5 6 7 R1 R5      | Trolleybus 71,72 Bus 10,11,12,15,16,20,20L,21,23,25,29,31 Bus Expres 50,52,52L,56 Service de Nuit N1,N3,N71 |
| 12    | o | T1             | Nám. osloboditeľov Place des libérateurs                 | Staré Mesto (Košice) | 2 3 4 5 6 7 R1 R5    | Trolleybus 71,72 Bus 10,11,15,16,20,21,23,24,25,28,29,31,33 Bus Expres 52,56 Service de Nuit N1,N2,N3,N71   |
| 13    | o | T1             | Astória                                                  | Juh (Košice)         | 3 4 7 R5             | |
| 14    | o | T1             | Stará nemocnica Ancien hopital                           | Juh (Košice)         | 3 4 7 R5             | |
| 16    | o | T1             | Ryba Poisson                                             | Juh (Košice)         | 3 4 7 R5             | Bus 24,28 Bus Expres 52,52L Service de Nuit N2                                                              |
| 17    | x | T1             | Holubyho                                                 | Juh (Košice)         | 3 4 7                | |
| 18    | o | T1             | Verejný cintorín Cimetiere public                        | Juh (Košice)         | 3 4 7                | Bus 12 Bus Expres 54 Service de Nuit N2                                                                     |
| 19    | x | T1             | Južná trieda č. 125 Boulevard du sud No 125              | Juh (Košice)         | 3 4 7                | Bus 12 Bus Expres 54 Service de Nuit N2                                                                     |
| 21    | o | T1             | VSS, križovatka Carrefour VSS                            | Juh (Košice)         | 3 4 7 9 R2 R8        | Bus 12,24,28 Bus Expres 52,52L,54 Service de Nuit N2                                                        |
| 23    | o | T1             | Levočská                                                 | Nad Jazerom (Košice) | 3 7 9 R2             | Bus 13,19,28 Bus Expres 52,52L,54 Service de Nuit N2                                                        |
| 24    | o | T1             | Dneperská                                                | Nad Jazerom (Košice) | 3 7 9 R2             | Bus 13,19,28 Bus Expres 52,52L,54 Service de Nuit N2                                                        |
| 26    | o | T1             | Ladožská                                                 | Nad Jazerom (Košice) | 3 7 9 R2             | Bus 13,28 Service de Nuit N2                                                                                |
| 27    | o | T1             | Rovníková                                                | Nad Jazerom (Košice) | 3 7 9 R2             | Bus 13,28 Service de Nuit N2                                                                                |
| 28    | o | T1             | Važecká                                                  | Nad Jazerom (Košice) | 3 7 9 R2             | Bus 13,28 Bus Expres 52,52L Service de Nuit N2                                                              |

o Arrêt obligatoire.
x Arrêt sur demande.